# Shibuya O-East
Shibuya O-East, estilizado como Shibuya O-EAST, é uma sala de concerto localizada em Dogenzaka Chome, Shibuya, Tóquio, onde, semanalmente, vários artistas musicais japoneses apresentam-se ao vivo.
Shibuya O-East foi inaugurado em fevereiro de 1991 como On Air, uma única sala com capacidade para 1 000; fechando em 2002 para uma reforma geral, reinaugurando em dezembro de 2003 como o complexo Shibuya O-East. Desde então, o complexo é o local de três separadas salas de concertos; Duo Music Exchange, O-East e Shibuya O-Crest .
Shibuya Duo Music Exchange, estilizado como shibuya duo MUSIC EXCHANGE, uma sala de concertos e café bar com capacidade para 300 pessoas sentadas e 700 de pé, e é localizada no primeiro piso do edifício. É normalmente utilizada para concertos de artistas internacionais. Shibuya O-East, estilizado como Shibuya O-EAST, a sala principal, tem capacidade de 1 300 e é localizada entre o segundo e quarto piso do complexo, além de incluir um pequeno bar e um balcão. O quinto piso é lar de outro salão, Shibuya O-Crest, que acomoda 200 pessoas.